# Walter von Hippel (Landrat)
Wilhelm Ferdinand Walter von Hippel (* 10. April 1872 in Groß Kuglack im Kreis Wehlau, Ostpreußen; † 20. November 1936 ebenda) war preußischer Verwaltungsjurist, Landrat im Kreis Labiau (1907–1915) sowie Ostpreußischer Generallandschaftsdirektor (1925–1933).

## Leben

### Herkunft
Walter von Hippel war ein Nachkomme des ostpreußischen Adelsgeschlechtes und der Großgrundbesitzerfamilie von Hippel. Der Vater Eugen von Hippel (1843–1934) war zudem Besitzer des 368 ha Gutes Groß-Kuglau, die Mutter Lucie Magnus (1852–1930) wiederum stammte aus Kaporn.

### Werdegang
Hippel promovierte 1895 zum Dr. jur. und wirkte als Regierungsbeamter. Als Landrat leitete er von 1907 bis 1915 den Ostpreußischen Landkreis Labiau. Als Geheimer Regierungsrat und Vortragender Rat arbeitete er im Preußischen Ministerium für Landwirtschaft, Domänen und Forsten (PrLandwMin.) und wurde im Ersten Weltkrieg zum stellvertretenden Preußischen Staatskommissar (PrStKom.) für die Ostgebiete ernannt. Nach seinem Abschied aus dem Staatsdienst im Jahre 1918 wirkte von Hippel als Ostpreußischer Generallandschaftsdirektor bis 1933. Er war ebenfalls Mitglied des Deutschen Herrenklubs.
 
Walter von Hippel war wie viele Landadelige Rechtsritter des Johanniterordens.
Walter von Hippel heiratete 1900 in Königsberg Maria Freiin von Dörnberg, Tochter des Beamten Albert Freiherr von Dörnberg und der Emilie Poensgen, Schwester des Carl Poensgen. Das Ehepaar von Hippel hatte zwei Töchter, Ehrengard und Freda. Der Sohn Rittmeister Gerd von Hippel (1902–1963), verheiratet mit Erika von Puttkammer, betreute für den Vater zunächst den Gutsbereich Lischkau, wurde dann Erbe und war später Generalverwalter des Herzogs Friedrich zu Schleswig-Holstein. Er lebte mit seiner eigenen Familie in den 1950er Jahren bei Eckernförde.